# Hands-On Mobile
Hands-On Mobile es una empresa de entretenimiento inalámbrico, establecida en 2001.
La empresa desarrolla, publica y distribuye contenido móvil a través de portales y operadores de red. Ofrece su contenido a través de Java ME, BREW, SMS, MMS y WAP en inglés, francés, italiano, español, alemán, portugués, checo, chino y coreano.
Hands-On Mobile es una empresa privada con sede en San Francisco, California. Tiene más oficinas en San Diego, Londres y Mánchester (Reino Unido), Madrid (España), París (Francia), Múnich (Alemania), Beijing y Shanghai (China) y São Paulo (Brasil).
Los inversores de Hands-On Mobile incluyen eFund, Draper Fisher Jurvetson, General Catalyst Partners, Institutional Venture Partners y Bessemer Venture Partners.

## Historia
Hands-On Mobile fue fundada por Daniel Kranzler, un ejecutivo y emprendedor de la industria inalámbrica. Hands-On Mobile creció orgánicamente , así como a través de la combinación de negocios  cuando adquirió varias empresas líderes en tecnología y desarrolladores de entretenimiento móvil: nGame Ltd y Blue Beck of Reino Unido, operaciones europeas de Mobilemode Ltd, FingerTwitch (una empresa de tecnología móvil de Estados Unidos) y dos empresas de desarrollo de contenido de entretenimiento móvil en China.
En 2008, Hands-On vendió sus operaciones coreanas a EA y vendió sus operaciones europeas a Connect 2 Media.
Luego, en 2010, Hands-On vendió su negocio de aplicaciones de Estados Unidos a GoTV.

## Altos oficiales
- Judy Wade, CEO

## Socios

### Clientes notables
AT&T, Sprint/Nextel, T-Mobile, Verizon Wireless, Alltel, US Cellular, Bell Mobility,

### Socios de medios notables
Activision, Billboard, CBS, NASCAR, NBA, yWorld Poker Tour.

## Aplicaciones publicadas
- Acquaria
- Alien Fish Exchange
- The Amazing Spider-Man: Webslinger
- Barry Bonds Home run History
- Baseball 2005 by CBS Sportsline
- Baywatch: Beach Volleyball
- Blade: Trinity
- California Games
- Call of Duty
- Call of Duty 2
- Call of Duty 3
- CBS Sportsline Track & Field
- Chip's Challenge
- Connect 4
- Darkest Fear: Grim Oak's Hospital (US)
- Ducati Extreme
- Duckshot
- Elektra: Assassin
- Face-Off Sergei Fedorov Hockey
- Fantastic Four
- Ghost Rider
- Gold Mahjong
- Guitar Hero III Mobile
- Gumball 3000
- Heroes Lore
- IHRA Drag Racing
- Impossible Mission
- Iron Man
- IQ Academy
- Largo Winch
- LEGO Bricks
- LEGO Racers
- LEGO World Soccer
- Little Miss Naughty
- Lucky Luke: Outlaws
- Ludo
- Milton Bradley Board Games
- Monopoly Tycoon
- NCAA Football 1st down and 10
- Operation
- Popeye Kart Racing
- Pro Bowling
- Pro Euro Football
- Renaissance
- Riverboat Blackjack
- Sabrina, the Teenage Witch
- Santa Claus Revolution
- Scratch City Pool
- Sudoku Garden
- Star Trek: Nemesis
- Summer Games
- Super Putt
- The Elder Scrolls Travels: Stormhold
- The Incredible Hulk: Rampage!
- The Italian Job
- Top Gun
- Top Gun 2
- Top Gun: Gulf Crisis
- Tour Championship Tennis by Venus Williams
- Treasure Chest Slots
- True Crime: New York City
- True Crime: Streets of LA
- Ultimate Spider-Man
- Universal Monsters: Dracula (a/k/a Vampire Bloodline)
- Winter Games
- Woody Woodpecker: Wacky Challenge
- World Poker Tour: 7-Card Stud
- World Poker Tour: Texas Hold'em
- X-Men 2: Battle
- X-Men: The Last Stand
- X-Men: Rise of Apocalypse
- X-Men 3: Mindmaze